# Desconexión de Jordania de Cisjordania
La desconexión de Jordania de Cisjordania (قرار فك الارتباط) sucedió el 31 de julio de 1988, cuando Jordania cesó la pretensión de soberanía sobre Cisjordania.

## Descripción
Los territorios al oeste del río Jordán fueron conquistados por Jordania en 1948 durante la guerra árabe-israelí de 1948, anexándose oficialmente al Reino Hachemita de Jordania el 24 de abril de 1950. La anexión de estos territorios fue reconocido oficialmente solo por el Reino Unido, Irak y Pakistán.
Durante la guerra de los Seis Días en 1967, Israel ocupó (además de otros) estos territorios de Jordania, pese a lo cual este país, a pesar de no tener soberanía sobre ese territorio, siguió pagando los sueldos y las pensiones de los funcionarios públicos y proporcionando servicios a las dotaciones y los asuntos educativos.
En 1972, el rey Hussein concibió un plan para establecer una federación árabe unida que incluyera Cisjordania y Jordania. Esta propuesta nunca llegó a realizarse. 
En 1974, la Liga Árabe decidió reconocer a la Organización para la Liberación de Palestina (OLP) como el único representante legítimo del pueblo palestino. La decisión obligó al rey Hussein a renunciar a su pretensión de hablar en nombre del pueblo palestino durante las negociaciones de paz y reconocer a un Estado palestino independiente de Jordania.
El 28 de julio de 1988 el rey Hussein anunció el cese de un programa de desarrollo de $1300 millones para Cisjordania y explicó que el objetivo de esta medida era permitir a la OLP tomar una mayor responsabilidad en esos territorios. Dos días más tarde, el rey disolvió la cámara baja del Parlamento jordano, la mitad de cuyos miembros fueron elegidos y representaban a Cisjordania, ocupada por Israel.
El 31 de julio de 1988 el rey Hussein anunció la ruptura de todos los lazos legales y administrativos con Cisjordania, a excepción del patrocinio jordano de los sitios sagrados musulmanes en Jerusalén. En su discurso a la nación de ese día anunció su decisión y explicó que fue tomada con el objetivo de ayudar al pueblo palestino a establecer su propio Estado independiente.